# Mammillaria albicoma
Mammillaria albicoma (укр. Мамміллярія альбікома) — сукулентна рослина з роду мамілярія родини кактусових.

## Загальна біоморфологічна характеристика
Рослини кущаться біля основи, часто формують маленькі групи або плоскі горбки з колючками, що практично закривають стебло, часто ростуть серед маленьких чагарників.
| Орган              | Опис |
| ------------------ | --- |
| Стебло             | від плоскокулеподібного до короткоциліндричного, до 5 см заввишки, 3-5 см в діаметрі, з абсолютно кулястою верхівкою. |
| Епідерміс          | листяно-зелений. |
| Маміли             | від конічних до циліндричних, розташовані по спіралі, яскраво-зелені, усічені апікально, без молочного соку. |
| Аксили             | з білим пухом і щетинками. |
| Центральні колючки | 3-4 (1-4), іноді відсутні, прямі, білі з гострими червонувато-коричневими або жовтувато-коричневими кінцями — ледве помітними серед щільно розташованих радіальних, досить короткі 4-5 мм завдовжки, товстіші ніж радіальні колючки. |
| Радіальні колючки  | 30-40 приблизно, волосоподібні, білі, тонкі, 8-10 см завдовжки, розходяться променями і накладаючись на стебло, практично повністю закривають рослину.                                                                               |
| Квіти              | досить маленькі, широкі, воронкоподібні, від блідо-зеленувато-жовтих до кремових, 10-15 мм завдовжки і в діаметрі. |
| Плоди              | маленькі, червоні. |
| Насіння            | чорне або темно-сіре. |

## Ареал
Цей ендемік поширений в Мексиці (штати Сан-Луїс Потосі, Тамауліпас, Нуево-Леон), його ареалом поширення є спекотні пустелі на висоті до 1 500 м над рівнем моря.

## Охоронні заходи
Mammillaria albicoma входить до Червоного Списку Міжнародного Союзу Охорони Природи видів під загрозою зникнення (EN).
Охороняється Конвенцією про міжнародну торгівлю видами дикої фауни і флори, що перебувають під загрозою зникнення (CITES).